# Polycyrtus isidroi
Polycyrtus isidroi är en stekelart som beskrevs av Zuniga 2004. Polycyrtus isidroi ingår i släktet Polycyrtus och familjen brokparasitsteklar. Inga underarter finns listade i Catalogue of Life.